# Bernau bei Berlin
Bernau bei Berlin is een gemeente in de Duitse deelstaat Brandenburg. Het is een Große kreisangehörige Stadt binnen het Landkreis Barnim. De stad telt 40.908 inwoners. Bernau bei Berlin heeft een oppervlakte van 103,73 km² en ligt in het oosten van Duitsland, vlak bij de hoofdstad Berlijn.

## Indeling gemeente
De volgende Ortsteile maken deel uit van de gemeente:
- Börnicke, sinds 31 december 2002
- Ladeburg, sinds 1 juli 2001
- Lobetal, sinds 31 december 2002
- Schönow, sinds 26 oktober 2003

## Demografie
- Ontwikkeling van de bevolking sinds 1875 binnen de huidige grenzen (blauwe lijn: Bevolking; stippellijn: Vergelijking van de ontwikkeling van de bevolking van de deelstaat Brandenburg, Grijze achtergrond: tijdens de nazi-regering, Rode achtergrond: tijdens de communistische regering)
- Recente ontwikkeling van de bevolking (blauwe lijn) en prognoses (stippelijn)

| Jaar | Inwoners |
| ---- | -------- |
| 1875 | 8 060    |
| 1890 | 9 583    |
| 1910 | 12 364   |
| 1925 | 13 403   |
| 1933 | 17 671   |
| 1939 | 20 256   |
| 1946 | 19 678   |
| 1950 | 20 482   |
| 1964 | 20 545   |
| 1971 | 20 511   |

| Jaar | Inwoners |
| ---- | -------- |
| 1981 | 24 318   |
| 1985 | 25 386   |
| 1989 | 25 145   |
| 1990 | 24 532   |
| 1991 | 24 491   |
| 1992 | 24 693   |
| 1993 | 24 744   |
| 1994 | 24 913   |
| 1995 | 25 428   |
| 1996 | 27 208   |

| Jaar | Inwoners |
| ---- | -------- |
| 1997 | 29 609   |
| 1998 | 31 231   |
| 1999 | 32 506   |
| 2000 | 33 086   |
| 2001 | 33 507   |
| 2002 | 33 882   |
| 2003 | 34 379   |
| 2004 | 34 995   |
| 2005 | 35 235   |
| 2006 | 35 546   |

| Jaar | Inwoners |
| ---- | -------- |
| 2007 | 35 859   |
| 2008 | 36 059   |
| 2009 | 36 154   |
| 2010 | 36 338   |
| 2011 | 35 843   |
| 2012 | 36 020   |
| 2013 | 36 222   |
| 2014 | 36 547   |
| 2015 | 37 169   |
| 2016 | 37 725   |

| Jaar | Inwoners |
| ---- | -------- |
| 2017 | 38 194   |
| 2018 | 38 825   |
| 2019 | 40 031   |
| 2020 | 40 908   |

## Verkeer en vervoer

### Autowegen
Door Bernau bei Berlin lopen de Bundesautobahn 11 naar Prenzlau en Stettin en de Bundesstraße 2.

### Spoorwegen

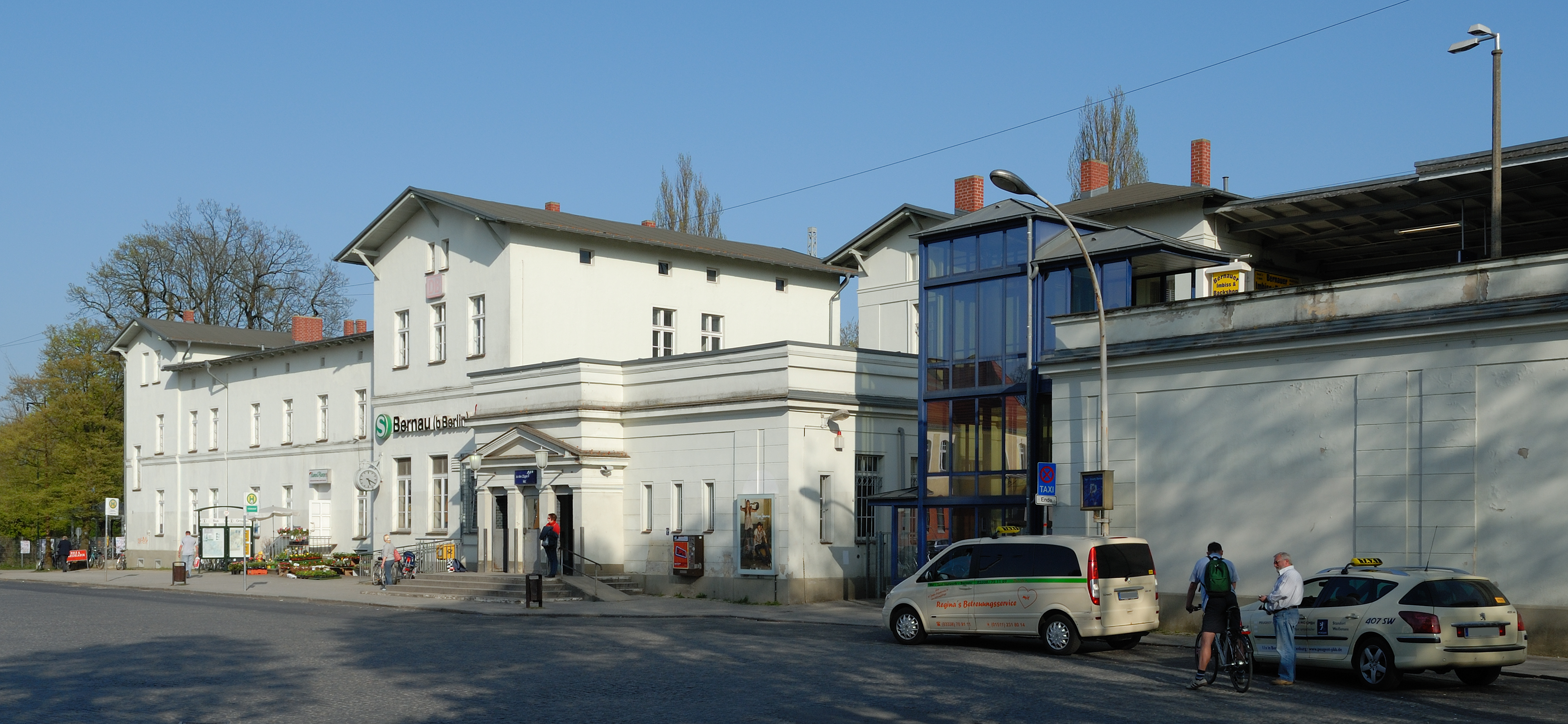
Bahnhof Bernau bei Berlin

Via lijn S2 van de S-Bahn van Berlijn is Bernau verbonden met de Duitse hoofdstad. De stad heeft twee stations aan de S-Bahn, Station Bernau-Friedenstal en Station Bernau bei Berlin dat tevens het eindstation van de S-Bahn is.
De stad ligt aan de spoorlijn Berlijn - Szczecin met het station Bernau bei Berlin

## Stedenband
- Champigny-sur-Marne (Frankrijk), sinds 1962